# Gare de Rivel - Montbel
 (décembre 2021).
Si vous disposez d'ouvrages ou d'articles de référence ou si vous connaissez des sites web de qualité traitant du thème abordé ici, merci de compléter l'article en donnant les références utiles à sa vérifiabilité et en les liant à la section « Notes et références ».
La gare de Rivel - Montbel est une ancienne gare ferroviaire française de la Ligne de Moulin-Neuf à Lavelanet, située sur le territoire de la commune de Montbel, dans le département de l'Ariège et à proximité de la commune de Rivel, dans l'Aude, en région Occitanie.
Mise en service en 1903, elle est fermée au trafic au cours du XXe siècle (1946 pour les voyageurs, 1973 pour les marchandises).

## Situation ferroviaire
Établie à 385 mètres d'altitude, la gare de Rivel - Montbel est située au point kilométrique (PK) 114,1 de la ligne de Moulin-Neuf à Lavelanet, entre les anciennes gares de Chalabre et de Sainte-Colombe. Bien que située sur le territoire communal de Montbel, elle est distante de plus de 7 km du bourg, alors que celui de Rivel n'est qu'à 1,5 km. De plus, l'accès à l'ancienne gare ne peut se faire qu'en passant par le département de l'Aude, le hameau de Philippou étant en situation de cul-de-sac. 

## Patrimoine ferroviaire
L'ancien bâtiment voyageurs a été transformé en maison d'habitation privée.